# Tetracanthagyna waterhousei
Tetracanthagyna waterhousei – gatunek ważki z rodziny żagnicowatych (Aeshnidae).